# Moonshake
Moonshake – brytyjska grupa postrockowa założona w lutym 1991 roku w Londynie. Nazwę zaczerpnęła od tytułu utworu krautrockowego zespołu Can.

## Dyskografia

### Albumy
- Eva Luna (1992)
- The Sound Your Eyes Can Follow (1994)
- Dirty and Divine (1996)
- Remixes (1999)

### EP
- First EP (1991)
- Secondhand Clothes EP (1991)
- Big Good Angel (1993)

### Single
- "Beautiful Pigeon" (1992)
- "Lola Lola / Always True to You in My Fashion" (1995)
- "Cranes" (1996)

## Skład zespołu
- Dave Callahan – gitara, śpiew
- Margaret Fielder – gitara, śpiew (1991-93)
- John Frenett – gitara basowa (1991-93)
- Matt Brewer – gitara basowa (1994-97)
- Raymond M Dickaty – saksofon (1994-97)
- Katharine Gifford – śpiew (1994-96)
- Mig Moreland – perkusja